# Roger Benenson
Roger Benenson, né le 13 avril 1900 à Paris (2e) (Seine) et mort en déportation le 5 mars 1945, au camp de Drütte, (Allemagne), est un ouvrier mécanicien, militant communiste, député de Seine-et-Marne et résistant français.

## Ouvrier et militant communiste
Roger Benenson est né dans une famille de travailleurs manuels parisiens. Il devient apprenti mécanicien puis effectue son service militaire dans l'aviation, à Toul (Meurthe-et-Moselle). Tourneur outilleur, il entre par concours au Service des eaux de la ville de Paris en 1928.
Membre du Parti socialiste SFIO depuis 1918, puis du Parti communiste après le congrès de Tours (1920), il milite activement dans sa commune de Joinville-le-Pont. Il se présente sans succès sous l'étiquette communiste aux élections législatives des 22 et 29 avril 1928 dans la quatrième circonscription de Sceaux (Saint-Maur, Créteil, Joinville, Bonneuil-sur-Marne). Il dirige ensuite la liste Bloc ouvrier et paysan lors des élections municipales des 5 et 12 mai 1929 à Joinville-le-Pont, puis se présente au conseil général de la Seine dans la deuxième circonscription de Saint-Maur-des-Fossés les 26 mai et 2 juin 1929, sans plus de succès.

## Député de Seine et Marne
En septembre 1931, Roger Benenson est muté au Service de dérivation de Seine-et-Marne où il devient, en 1934, chef ouvrier mécanicien. Il habite alors Les Ormes-sur-Voulzie et se porte candidat aux élections municipales de 1935. C'est un nouvel échec, mais il conquiert le siège de député de la circonscription de Provins (Seine-et-Marne) lors des élections des 26 avril et 3 mai 1936. En octobre 1937, il est élu conseiller général du canton de Provins et fonde le journal l'Information de Seine-et-Marne. En mars 1938, il se rend en Espagne et organise ensuite le secours aux républicains espagnols en Seine-et-Marne.

## Opposant au pacte germano-soviétique et déporté
Mobilisé comme simple soldat pendant l'été 1939, il revient assister aux travaux parlementaires en janvier 1940 et rompt avec son parti à la réunion de la Chambre du 9 janvier 1940. Un de ses collègues, Adrien Langumier (député communiste de la Seine) raconte : « le 9 janvier, je m'étais mis en civil pour assister à la séance. Nous étions une dizaine de communistes : Guyot, Mercier, Michels, Grenier, Parsal, Le Corre, Benenson, Dewez, Honel et moi. Nous étions tous résolus à ne pas abdiquer (...) Le président (...) salua d'un vibrant hommage les armées de la République. Toute la Chambre se leva et, sur nos bancs, Parsal, Le Corre, Benenson, Dewez, Honel et moi-même firent de même. (...) Nous demeurions six camarades qui venions, sans l'avoir voulu, de nous séparer du Parti. Nous nous sommes réunis dans un bureau de la Chambre et nous avons été d'accord pour rédiger une déclaration condamnant l'agression de l'URSS contre la Finlande et nous désolidarisant de l'attitude des quatre ». 
Il est arrêté le 4 septembre 1941, interné à Châteaubriant (Loire-Inférieure) et Voves (Eure-et-Loir) jusqu'en juin 1944 avant d'être déporté en Allemagne à Neuengamme puis au camp de Drütte où il devient aveugle et meurt d'épuisement. Ses obsèques ont lieu à Provins le 21 mai 1949.

## Distinction
- Mort pour la France[1]

## Sources
- « Roger Benenson », dans le Dictionnaire des parlementaires français (1889-1940), sous la direction de Jean Jolly, PUF, 1960 [détail de l’édition]
- Dictionnaire biographique du mouvement ouvrier français, dirigé par Jean Maitron, éditions de l’Atelier, 4e période (1914 - 1939).